# Elta (Fluss)
Die Elta ist ein kleiner Fluss auf der Baar im Landkreis Tuttlingen, der nach etwa 16 Kilometer langem Lauf ungefähr nach Südosten in Tuttlingen von links in die Donau mündet.

## Geographie

### Verlauf
Die Elta entspringt auf rund 780 m ü. NHN in einem Waldgebiet zwischen Trossingen, Spaichingen und Gunningen auf der Baar am Osthang des mit 816,2 m ü. NHN höchsten Gipfels Bildstöckle des Lombergs neben der nach Spaichingen führenden K 5913. Sie fließt zunächst ostnordostwärts, verlässt dabei den Wald ins Flurgewann Heusteig und nimmt dort von links ihren ersten Zufluss vom Nordfuß des Bildstöckles her auf. Dann kehrt sie sich nach etwa einem Kilometer und zwei Unterquerungen der Kreisstraße auf lange südsüdöstlichen bis südöstlichen Lauf und wechselt aus der Spaichinger Stadtgemarkung in die der Gemeinde Gunningen.
Kleinere Zuflüsse aufnehmend, erreicht sie Gunningen, das fast zur Gänze am rechten Ufer liegt. Durch den Ort fließt ihr der aus dem Nordwesten kommende, längere Lombach zu, der auf der anderen Seite des am nordwestlichen Ortsrand in einem Sporn endenden Lombergrückens entspringt. Gleich nach Gunningen steht links der Hohenkarpfen, ein der Schwäbischen Alb vorgelagerter, auffällig rundlicher, 911,5 m ü. NHN hoher Zeugenberg. Nach diesem fließt ihr von der anderen Seite des Berges her südwärts der Stettbach zu.
Inzwischen ist sie aufs Gebiet der Gemeinde Seitingen-Oberflacht übergetreten und durchläuft bald den aus zwei Dörfern zusammengewachsenen Ort, in dem ihr von Nordwesten her der durch den Oberflachter Ortsteil nahende Schönbach zufällt, der bei Schura entspringt und am Zusammenfluss sowohl länger wie einzugsgebietsreicher ist als die Elta bis dorthin. Zur unterhalb des Ortes stehenden Seitinger Bruckmühle zu verengt sich das Tal, dort tritt es in die zur Schwäbischen Alb gehörende Baaralb ein und wendet sich darin bald nach Osten. Nur ein schmaler rechtsseitiger Bergrücken mit der Burgruine Konzenberg darauf trennt sie dort vom Tal des Krähenbachs. Sie passiert den Südrand von Wurmlingen. Durch den Ort fließt von Norden her der Faulenbach zu, ihr anderer großer Nebenfluss.
Dort knickt das Tal für die letzten zwei Kilometer des Eltalaufs nach Südosten ab. Halben Wegs wechselt sie aus dem schon unter der Burg Konzenberg begonnenen Gemeindegebiet von Wurmlingen in das der Kreisstadt Tuttlingen, betritt deren Siedlungsbereich und mündet dann auf 642,3 m ü. NHN am Bad und unmittelbar vor der Flussbrücke der Bahnstrecke Plochingen–Immendingen von links in die von Südwesten kommende Donau, die danach ostwärts durch Tuttlingen weiterzieht.
Die Elta mündet nach 15,8 km langem Lauf mit mittlerem Sohlgefälle von etwa 8,7 ‰ rund 138 Höhenmeter unterhalb ihres Ursprungs.
Besonders im Sommer, wenn zwischen Immendingen und Möhringen die Donau fast vollständig im Erdreich verschwindet, sind Krähenbach und Elta die ersten Wasserlieferanten für sie nach der Donauversinkung.

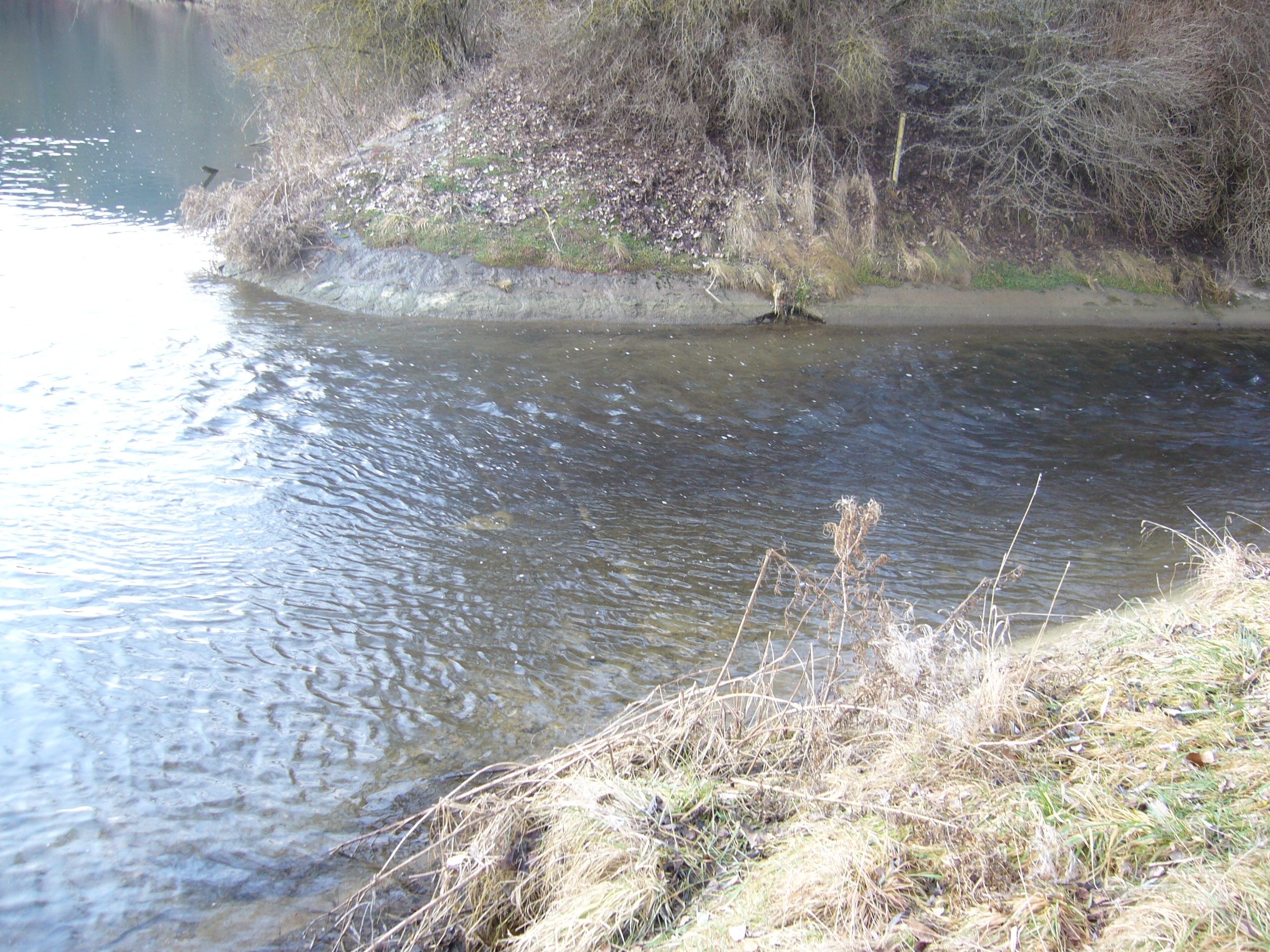
Mündung der Elta (von rechts) in die Donau (von hinten nach vorne)

### Einzugsgebiet
Das Einzugsgebiet der Elta ist 81,1 km² groß, es gehört mit seinen nördlichen und westlichen Anteilen naturräumlich zum  Unterraum Nördlicher Baaralbsockel und Lupfenbergland der Baar, mit seinen südlichen und östlichen zum Unterraum Baaralb des Nachbarnaturraums Baaralb und Oberes Donautal. Der höchste Punkt am Nordosteck beim Dürbheimer Steinbruch erreicht etwa 940 m ü. NHN, vom zentral gelegenen, nur 911,5 m ü. NHN hohen Hohenkarpfen sind aber die meisten Berghöhen im Einzugsgebiet zu überschauen.
Reihum grenzt das der Elta an die Einzugsgebiete der folgenden Nachbargewässer:
- Die gesamte nördliche Wasserscheide verläuft zum oberen Neckar und ist Teil der Europäischen Hauptwasserscheide zwischen Donau und Schwarzem Meer diesseits und Rhein und Nordsee jenseits. Im Nordwesten laufen dem dort nahen Neckar kleinere Zuflüsse zu, der Abfluss zur anderen Seite im mittleren Norden und im Nordosten führt ihm dagegen letztlich die lange Prim zu, deren eigenes Quellgebiet im Nordosten an das des großen Elta-Zuflusses Faulenbach grenzt.
- Im Osten liegt die verkarstete Hohe Schwabenalb, in der das längstenteils trockene Ursental südwärts zur Donau zieht; erst auf den letzten dreieinhalb bis vier Kilometern fließt darin der Ursentalbach.
- Im Südwesten liegen Tal und Einzugsgebiet des Krähenbachs, des letzten linken Zuflusses der Donau nunmehr vor der Elta.

Der Unterlauf der Elta liegt im Naturpark Obere Donau.

### Zuflüsse
Die Elta hat folgende größere Zuflüsse. Es ist jeweils die Gewässerlänge, das Einzugsgebiet und eine Höhe nach den entsprechenden Layern auf der Onlinekarte der Landesanstalt für Umwelt Baden-Württemberg (LUBW) angegeben. Die Zuflüsse sind in der Reihenfolge von der Quelle zur Mündung aufgeführt.
- Lombach, von rechts und Nordwesten auf etwa 716 m ü. NHN am Ende von Gunningen, 2,0 km und 3,2 km². Entsteht auf etwa 733 m ü. NHN nordwestlich von Gunningen.
- Stettbach, von links und Norden auf etwa 702 m ü. NHN vor Seitingen-Oberflacht-Seitingen, 2,8 km und 5,4 km². Entsteht auf etwa 775 m ü. NHN am Südrand von Hausen ob Verena.
- Schönbach, von rechts und Westnordwesten auf etwa 690 m ü. NHN zwischen Seitingen und der Aumühle von Seitingen-Oberflacht, 10,2 km mit dem längeren rechten Oberlauf Brandgraben und 23,4 km². Der Brandgraben entsteht auf etwa 743 m ü. NHN zwischen Tuningen und Trossingen-Schura.
- Faulenbach, von links und Norden auf etwa 657 m ü. NHN am Südrand von Wurmlingen, 8,0 km und 28,4 km². Entsteht auf etwa 682 m ü. NHN etwas westlich von Dürbheim im Dürbheimer Moos.

### LUBW
Amtliche Online-Gewässerkarte mit passendem Ausschnitt und den hier benutzten Layern: Lauf und Einzugsgebiet der Elta

Allgemeiner Einstieg ohne Voreinstellungen und Layer: Daten- und Kartendienst der Landesanstalt für Umwelt Baden-Württemberg (LUBW) (Hinweise)
1. ↑  Höhe nach grauer Beschriftung auf dem Hintergrundlayer Topographische Karte.
2. 1 2  Länge nach dem Layer Gewässernetz (AWGN).
3. ↑  Einzugsgebiet aufsummiert aus den Teileinzugsgebieten nach dem Layer Basiseinzugsgebiet (AWGN).
4. ↑  Schutzgebiete nach den einschlägigen Layern, Natur teilweise nach dem Layer Biotop.
5. ↑  Einzugsgebiet nach dem Layer Basiseinzugsgebiet (AWGN).
6. ↑  Höhe nach dem Höhenlinienbild auf dem Hintergrundlayer Topographische Karte.

### Andere Belege
1. ↑  Deutsches Gewässerkundliches Jahrbuch Donaugebiet 2006 Bayerisches Landesamt für Umwelt, S. 82, abgerufen am 4. Oktober 2017, Auf: bestellen.bayern.de (PDF, deutsch, 24,2 MB).
2. ↑  Friedrich Huttenlocher: Geographische Landesaufnahme: Die naturräumlichen Einheiten auf Blatt 178 Sigmaringen. Bundesanstalt für Landeskunde, Bad Godesberg 1959. → Online-Karte (PDF; 4,3 MB)
3. ↑  Alfred G. Benzing: Geographische Landesaufnahme: Die naturräumlichen Einheiten auf Blatt 186 Konstanz. Bundesanstalt für Landeskunde, Bad Godesberg 1964. → Online-Karte (PDF; 4,1 MB)